# Richard Dostálek
Richard Dostálek (* 26. dubna 1974 Uherské Hradiště) je bývalý profesionální český fotbalový záložník a reprezentant. Dlouholetý hráč Brna a Slavie ukončil profesionální kariéru v červnu 2011. V roce 1994 zvítězil v české anketě Fotbalista roku v kategorii Talent roku.
Od roku 2012 se věnuje i trenérské činnosti. V sezonách 2013/14, 2014/15 a 2015/16 byl trenérem zbrojovácké juniorky, od sezony 2014/15 začal působit navíc jako asistent u prvoligového mužstva.
Od jara 2015 do podzimu 2016 nastupoval v Přeboru Jihomoravského kraje za FK SK Bosonohy. Poté hráčskou kariéru přerušil. Od podzimu 2017 opět nastupuje a střílí branky v dresu Bosonoh.
V prosinci 2020 se stal trenérem prvoligové Zbrojovky Brno, ve funkci nahradil odvolaného Miloslava Machálka, kterému dělal asistenta. 11. dubna 2023 byl po špatných výsledcích odvolán a ve funkci ho nahradil Martin Hašek. Od srpna 2024 působí jako asistent trenéra MFK Vyškov v 2. lize. 

## Klubová kariéra
Svoji fotbalovou kariéru zahájil v TJ Slavoj Jarošov, v mladších žácích přestoupil do Slovácké Slavie Uherské Hradiště, kde prošel dorosteneckými výběry až do mužů. Premiérové třetiligové starty si připsal ještě před vojnou, kterou absolvoval v divizním klubu VTJ Kroměříž. Zde na sebe upozornil mj. brankou do sítě Boby Brno v Poháru ČMFS 1993/94 a nedlouho poté do tohoto klubu přestoupil.
V dresu Boby Brno také debutoval v nejvyšší soutěži, když v neděli 7. listopadu 1993 odehrál celé utkání v Českých Budějovicích (prohra 2:3). První gól vstřelil ve svém druhém (prvním domácím) startu o 14 dní později Za Lužánkami Zlínu (výhra 3:0). V Brně rychle vyrostl v jednoho z nejlepších prvoligových středopolařů, dařilo se mu i střelecky. 4. září 1996 debutoval (stejně jako např. Petr Křivánek) v reprezentaci, v jabloneckém utkání proti Islandu (výhra 2:1) nastoupil vedle několika čerstvých vicemistrů Evropy. Brzo o něj začaly usilovat dva největší české kluby Sparta a Slavia. Nakonec ho v roce 1998 získala pražská Slavia. Dlouho se však nemohl prosadit, protože mu post defenzivního záložníka neseděl. Až když na podzim 2002 převzal Slavii trenér Miroslav Beránek, zde konečně využil svůj talent a vrátil se i do reprezentace.
Podzim 2003 mu až tolik nevyšel, v souvislosti s jeho osobou se začalo mluvit o neshodách v kabině a o možném odchodu do zahraničí, poté byl zraněný a v prosinci roku 2003 se upsal ruské Kazani. Tam se mu příliš nedařilo a v lednu 2005 se vrátil do české ligy hostovat do prvoligového Slovácka. Se Slováckém si zahrál finále Poháru Českomoravského fotbalového svazu (dnes FAČR), v němž skóroval (prohra 1:2). V létě roku 2005 odešel do druholigového německého klubu Aue. Když se jeho kariéra v zahraničí nachýlila ke konci, rozhodl se pro návrat do Česka, stal se hráčem divizní Líšně. V lednu roku 2009 odešel na hostování do Zlína. Ve Zlíně prožil povedenou sezonu a patřil k oporám mužstva, ale ani jeho výborné výkony nezabránily pádu Zlína. V sezoně 2009/10 hostoval v 1. FC Brno, kde byl fanoušky zvolen nejlepším hráčem sezóny. V červnu 2011 zde ukončil profesionální hráčskou kariéru a jako hráč se vrátil do Líšně.
V české nejvyšší soutěži odehrál 350 utkání, vstřelil 67 branek (FC Zbrojovka Brno 174 / 40, SK Slavia Praha 153 / 25, FC Zlín 13 / 1 a 1. FC Slovácko 10 / 1). Další 24 starty a 3 branky zaznamenal v nejvyšší ruské soutěži za FK Rubin Kazaň. Dvakrát byl nejlepším střelcem Zbrojovky: 1996/97 (jako vůbec první záložník v historii klubu) a 2010/11 (dělené s Tomášem Doškem).
Poslední prvoligový gól vstřelil jako kapitán Zbrojovky ve svém posledním prvoligovém startu. Stalo se tak v sobotu 28. května. 2011 v Brně na Srbské, kdy v 54. minutě rozvlnil síť Jablonce. V zápase, v němž se domácí loučili s nejvyšší soutěží, snižoval průběžný stav na 2:4. Zbylé dvě branky Zbrojovky dal T. Došek (1:0 a 3:4), góly Jablonce obstarali Lafata (1:2 a 1:4), Třešňák (1:1) a brněnský odchovanec Vaněk (1:3).

### Evropské poháry
V kvalifikaci o Ligu mistrů nastoupil v 10 zápasech, dal 2 góly (vše za SK Slavia Praha), v Poháru UEFA zaznamenal celkem 42 startů a 11 branek (SK Slavia Praha 38 / 10, FC Boby Brno 4 / 1) a 3 zápasy (2 góly) v Poháru Intertoto za Boby Brno.

### Ligová bilance
| Ročník                  | Zápasy | Góly | Minuty | Evropské poháry Zápasy/góly | Klub              |
| ----------------------- | ------ | ---- | ------ | --------------------------- | ----------------- |
| I. liga 1993/94         | 15     | 2    | 918    | -/-                         | FC Boby Brno      |
| I. liga 1994/95         | 29     | 4    | 2 521  | -/-                         | FC Boby Brno      |
| I. liga 1995/96         | 25     | 7    | 2 250  | -/-                         | FC Boby Brno      |
| I. liga 1996/97         | 30     | 9    | 2 700  | -/-                         | FC Boby Brno      |
| I. liga 1997/98         | 22     | 8    | 1 852  | 4/1                         | FC Boby Brno      |
| I. liga 1998/99         | 27     | 5    | 2 270  | 6/2                         | SK Slavia Praha   |
| I. liga 1999/00         | 30     | 4    | 2 256  | 10/3                        | SK Slavia Praha   |
| I. liga 2000/01         | 28     | 3    | 2 355  | 11/2                        | SK Slavia Praha   |
| I. liga 2001/02         | 27     | 5    | 2 394  | 4/0                         | SK Slavia Praha   |
| I. liga 2002/03         | 29     | 7    | 2 579  | 8/2                         | SK Slavia Praha   |
| I. liga 2003/04         | 12     | 1    | 986    | 7/2                         | SK Slavia Praha   |
| Ruská Premier Liga 2004 | 24     | 3    | 1 694  | -/-                         | FK Rubin Kazaň    |
| I. liga 2004/05         | 10     | 1    | 827    | -/-                         | 1. FC Slovácko    |
| I. liga 2008/09         | 13     | 1    | 1 117  | -/-                         | FC Tescoma Zlín   |
| I. liga 2009/10         | 27     | 5    | 2 021  | -/-                         | 1. FC Brno        |
| I. liga 2010/11         | 26     | 5    | 2 012  | -/-                         | FC Zbrojovka Brno |
| CELKEM I. LIGA ČR       | 350    | 67   | 29 058 | 50/12                       |                   |
| CELKEM I. RUS. LIGA     | 24     | 3    | 1 694  |                             |                   |

## Reprezentační kariéra
Richard Dostálek odehrál za českou reprezentaci do 21 let v letech 1994–1996 celkem 8 zápasů (4 výhry, 2 remízy, 2 prohry), v nichž se jedenkrát střelecky prosadil. Bylo to v kvalifikačním utkání proti domácímu Norsku 15. srpna 1995, svým gólem přispěl k vítězství českého týmu 4:3 (vyrovnával v 37. minutě na 1:1).
V A-mužstvu České republiky debutoval 4. září 1996 v přátelském utkání proti hostujícímu Islandu, nastoupil za stavu 2:1 pro domácí na závěrečných 9 minut utkání. Tímto výsledkem střetnutí skončilo. Celkem odehrál v národním týmu 5 utkání (bilance 4 výhry a 1 remíza), všechna jako střídající hráč.

### Reprezentační góly a zápasy
Gól Richarda Dostálka v české reprezentaci do 21 let 
| Gól | Datum       | Stadion           | Soupeř | Skóre (min.) | Výsledek | Soutěž                 |
| --- | ----------- | ----------------- | ------ | ------------ | -------- | ---------------------- |
| 010 | 15. 8. 1995 | Stavanger, Norsko | Norsko | 01:10 (37.)  | 3:4      | kvalifikace na ME 1996 |

| Rok    | Zápasy | Góly |
| ------ | ------ | ---- |
| 1994   | 2      | 0    |
| 1995   | 5      | 1    |
| 1996   | 1      | 0    |
| Celkem | 8      | 1    |

| Rok    | Zápasy | Góly |
| ------ | ------ | ---- |
| 1996   | 2      | 0    |
| 2002   | 2      | 0    |
| 2003   | 1      | 0    |
| Celkem | 5      | 0    |

Zápasy Richarda Dostálka v A-mužstvu české reprezentace 
| Záp. | Datum        | Utkání            | Výsledek | Min. | Soutěž                   | Góly |
| ---- | ------------ | ----------------- | -------- | ---- | ------------------------ | ---- |
| 1.   | 4. 9. 1996   | Česko - Island    | 2:1      | 9    | přátelský zápas          | 0    |
| 2.   | 11. 12. 1996 | Česko - Nigérie   | 2:1      | 45   | Pohár Hassana II.        | 0    |
| 3.   | 12. 10. 2002 | Moldavsko - Česko | 0:2      | 3    | kvalifikace na Euro 2004 | 0    |
| 4.   | 20. 11. 2002 | Česko - Švédsko   | 3:3      | 23   | přátelský zápas          | 0    |
| 5.   | 12. 2. 2003  | Francie - Česko   | 0:2      | 34   | přátelský zápas          | 0    |

## Nižší soutěže
V sezoně 2011/12 hrál za SK Líšeň v MSFL, kde si připsal 22 starty a 5 vstřelených branek. Na podzim 2012 nastupoval za MFK Vyškov v divizi (sk. D), ve 14 startech dal 3 góly. Na jaře 2013 se vrátil do MSFL, kde za MSK Břeclav nastoupil ve 12 utkáních a vsítil 1 gól. V ročníku 2013/14 hrál opět za divizní Líšeň (20 startů a 5 branek), na podzim 2014 odehrál za Líšeň poslední 3 zápasy v MSFL, aniž by skóroval.
Od jara 2015 hrál v Přeboru Jihomoravského kraje za FK SK Bosonohy, po sezoně 2017/18 měl na kontě 29 branek v nejvyšší jihomoravské soutěži (jaro 2015: 4 branky, 2015/16: 21/15, podzim 2016: 7/4, 2017/18: 10/6). Vzhledem ke svému trenérskému vytížení zanechal během podzimu 2016 aktivního hraní. Během podzimu 2017 začal opět nastupovat za Bosonohy.

## Trenérská kariéra
V sezoně 2011/12 působil na podzim jako sportovní ředitel FC Zbrojovka Brno, přičemž nastupoval za Líšeň. V průběhu jarní části sezony se stal hrajícím asistentem trenéra Zbyňka Zbořila právě v Líšni, tamtéž vedl i mladší žáky v kategorii U12. Pro sezonu 2012/13 se stal posilou divizního Vyškova, kde působil opět v roli hrajícího asistenta trenéra Zbyňka Zbořila, který se do Vyškova taktéž přesunul z Líšně. Od léta 2013 byl trenérem juniorky Brna. V sezoně 2013/14 obsadil s obhájcem titulu z juniorské ligy druhé místo, o rok později to bylo třetí místo. V sezoně 2015/16 skončilo mužstvo osmé. Po této sezoně se přesunul k A-mužstvu, kde už souběžně působil jako asistent od sezony 2014/15. Po čtvrtém kole podzimu 2017 byl odvolán Svatopluk Habanec a hlavním trenérem byl jmenován Richard Dostálek. Začal senzačním vítězstvím nad Spartou Praha, následující série čtyř porážek však vyústila i v jeho odvolání. A-mužstvo Zbrojovky Brno převzal Roman Pivarník.
Na konci roku 2020 nahradil stávajícího trenéra Miloslava Machálka, kterému dělal asistenta.
Od srpna 2024 působí jako třetí asistent trenéra MFK Vyškov v Chance Národní lize, druhé nejvyšší fotbalové soutěži. 

## Úspěchy
- 1995 – 3. místo (Boby Brno)
- 1999 – 1. místo Pohár ČMFS (SK Slavia Praha)
- 2000 – 2. místo (SK Slavia Praha)
- 2001 – 2. místo (SK Slavia Praha)
- 2002 – 1. místo Pohár ČMFS (SK Slavia Praha)
- 2003 – 2. místo (SK Slavia Praha)
- 2005 – 2. místo Pohár ČMFS (1. FC Slovácko)

## Zajímavosti
- Byl prvním záložníkem v historii Zbrojovky Brno, který se stal nejlepším střelcem mužstva v prvoligové sezoně (1996/97).[10]
- Se 40 brankami v dresu Zbrojovky Brno je 3. nejlépe střílejícím záložníkem v historii klubu po Vítězslavu Kotáskovi (56) a Karlu Jarůškovi (51).[10]